# Алекс Соберс
Алекс Соберс (енгл. Alex Sobers; Бриџтаун, 13. новембар 1998) барбадоски је пливач чија ужа специјалност су трке слободним стилом. Вишеструки је национални првак и рекордер, учесник светских првенстава и Олимпијских игара. 

## Спортска каријера
Соберс је дебитовао на међународној сцени на светском првенству у малим базенима у Дохи 2014, а потом је учествовао и на првенствима у Виндзору 2016. и Хангџоуу 2018. године. 
На светским првенствима у великим базенима је дебитовао у Казању 2015, а учествовао је и на првенствима у Будимпешти 2017. и Квангџуу 2019. године. Ни на једном од првенстава није успео да оствари неки запаженији резултат. 
Био је део барбадоског олимпијског тима на ЛОИ 2016. у Рију где је наступио у квалификацијама трке на 400 слободно, које је окончао на 44. месту у конкуренцији 50 пливача. 
Соберс је пливао и на Панамеричким играма у Лими 2019, где је остварио два пласмана на девето место у Б финалима трка на 200 и 400 слободно.  